# Giovanni Matteo Bottigella
Giovanni Matteo Bottigella, o anche Gian Matteo Bottigella (Pavia, 1410 – 1486), è stato un umanista italiano.
Gentiluomo pavese, segretario e consigliere ducale dei Visconti e degli Sforza, si ricorda soprattutto per la sua attività di uomo di lettere, bibliofilo, committente d'arte.

## La vita

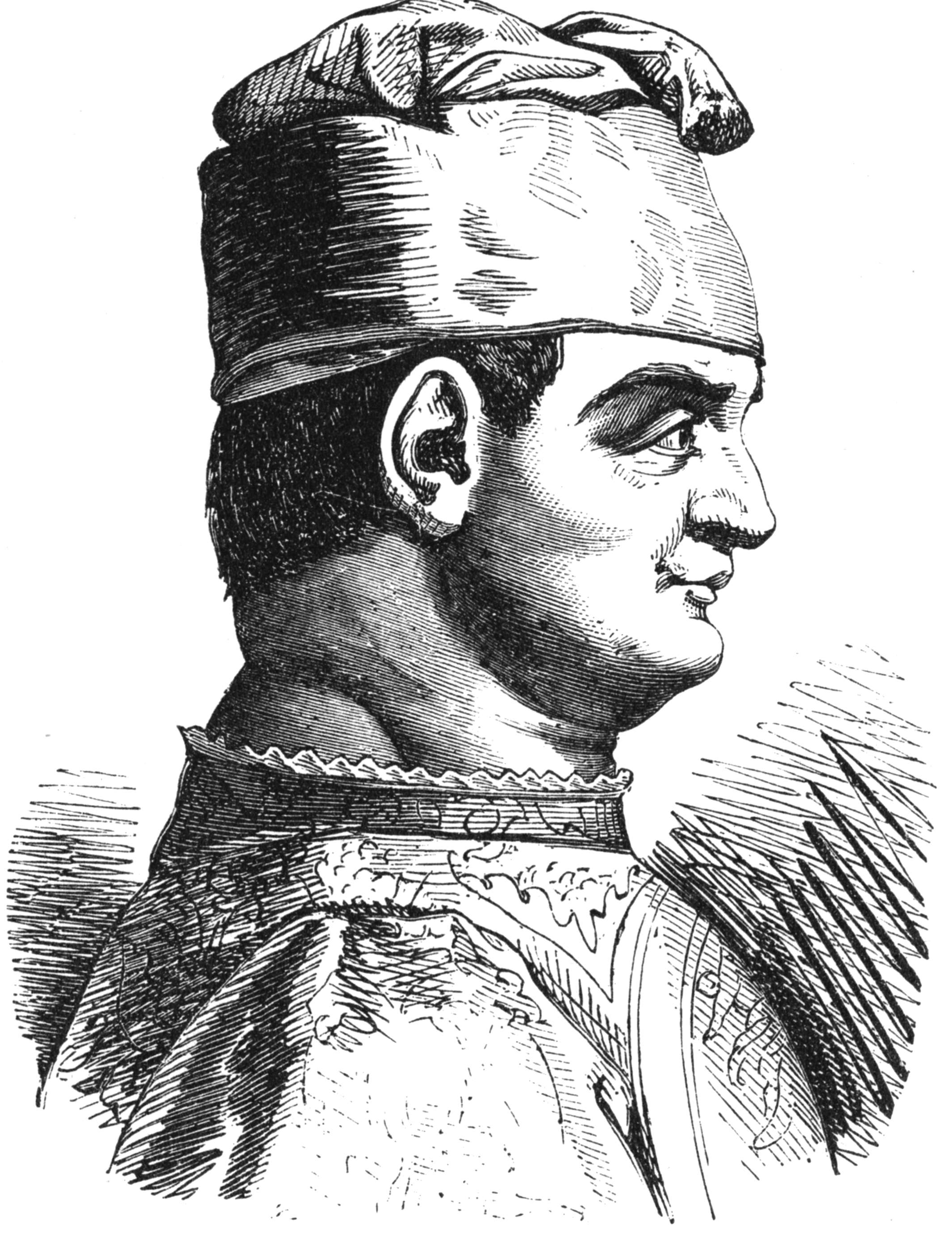
Filippo Maria Visconti in un'incisione ottocentesca

Nacque attorno al 1410 da Tomaino Bottigella di Pavia, appartenente a un'antica casata pavese, nobile e assai ricca, che fu già al servizio dei Visconti come commissario ducale sul sale. I Bottigella ebbero importanti impieghi nel governo ducale e della città d'origine, non pochi di loro brillarono nell'attività legale (soprattutto Cristoforo, un fratello di Giovanni Matteo) e in quella ecclesiastica (Giovanni Stefano, altro fratello, fu protonotario apostolico e poi vescovo di Cremona). Non si sa se Giovanni Matteo abbia conseguito titoli accademici. Tuttavia lo vediamo già, circa ventenne, al servizio di Filippo Maria Visconti; nel 1443 veniva nominato sovrintendente ai benefici ecclesiastici del ducato, e nel 1444 appare elevato alla dignità di segretario ducale, carica di notevoli responsabilità politiche. Aveva nel frattempo sposato Bianca Visconti, figlia di Lancillotto signore di Sesto Calende, che gli portò in dote il feudo di Cameriano (fraz. di Casalino) e soprattutto gli procurò importanti parentele e conoscenze. Negli anni fino alla morte del duca (1447) ebbe diversi delicati incarichi diplomatici.

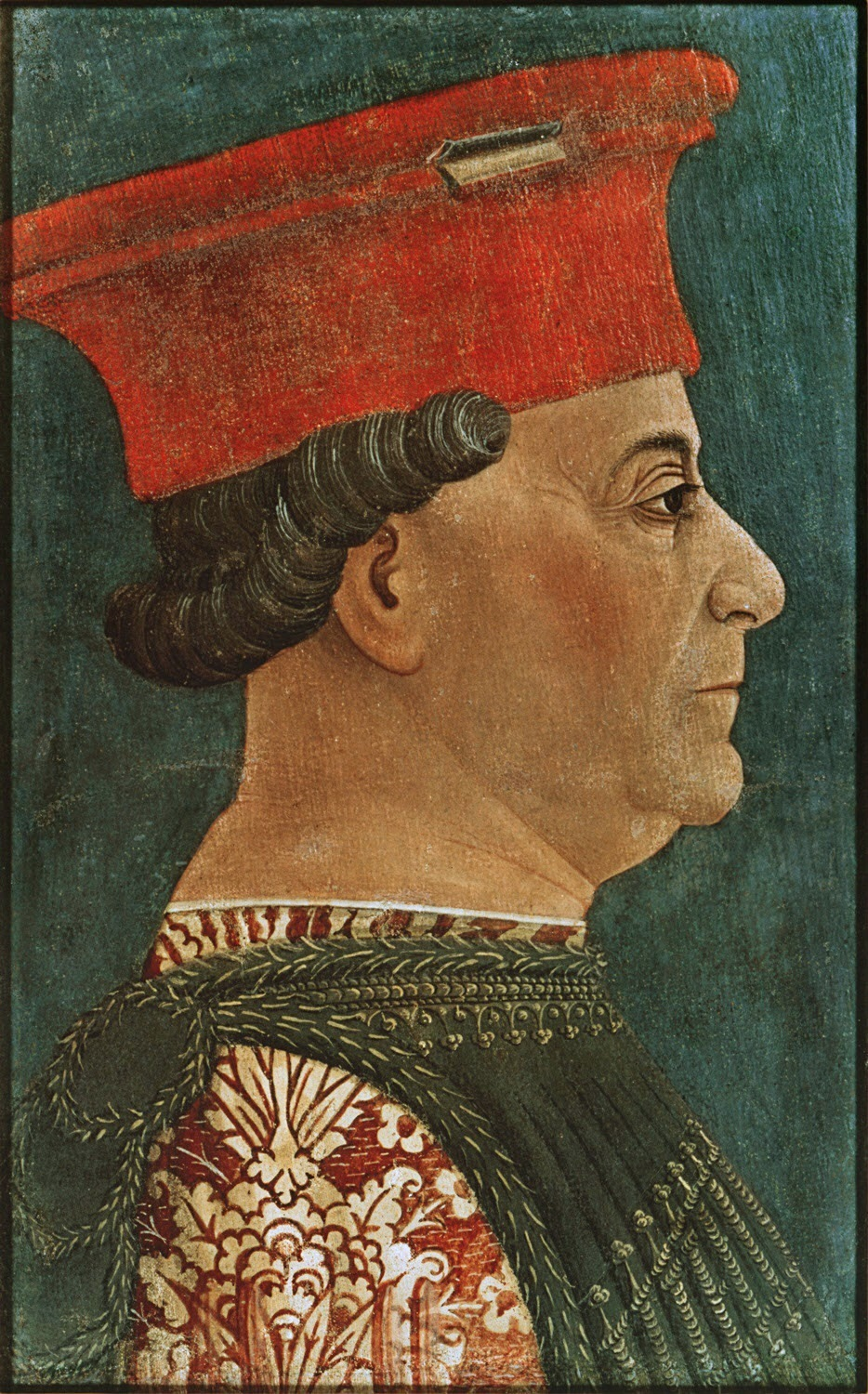
Francesco I Sforza in un ritratto di Bonifacio Bembo

Alla morte di Filippo Maria Visconti, e nei torbidi che seguirono, prese partito per la successione del ducato a favore di Alfonso d'Aragona, e a quanto pare approfittò della situazione per impadronirsi di una parte dei beni mobili del castello visconteo di Milano. Affermatasi nel frattempo a Milano l'effimera Repubblica Ambrosiana, Giovanni Matteo tornò a Pavia, divenendo sostenitore di Francesco I Sforza e favorendone (anche con cospicui prestiti) la conquista del Ducato.
Nelle grazie, dunque, anche del nuovo signore (e soprattutto in buoni rapporti con la duchessa Bianca Maria Visconti, figlia del vecchio duca e della pavese Agnese del Maino), ebbe il titolo di aulico, cioè membro della corte ducale, e ancora importanti incarichi diplomatici. Il più impegnativo fu forse la missione a Napoli presso il re Alfonso; durante il viaggio si incontrò anche con Cosimo de' Medici a Firenze e a Roma con il papa Callisto III.
Dopo il 1458, divenuta più tranquilla la situazione politica, e forse anche per l'avanzare dell'età, Giovanni Matteo ebbe un minore ruolo in incarichi operativi, mantenendo comunque una posizione elevata nella corte. Questo graduale disimpegno gli permise di dedicarsi maggiormente alla cura dei propri affari (specie dopo la morte del padre Tomaino nel 1461) e soprattutto dei propri interessi culturali. Ancor più simbolico divenne il suo ruolo dopo la successione del nuovo duca Galeazzo Maria Sforza, che politicamente mise in disparte la madre Bianca Maria e quindi quelli a lei legati; dopo la morte del duca ottenne la nomina, di grande onore ma di minore sostanza, a consigliere ducale; e infine, cresciuto il potere effettivo di Ludovico il Moro, forse anche per l'età avanzata, venne messo del tutto in disparte. Morì nel 1486, seguendo di pochi mesi la moglie Bianca Visconti.
Non troppo ambizioso, stimato per la sua cultura, saggio e moderato, ebbe l'amicizia e l'affetto di molti. Per questo, in un'età tanto convulsa, in un ambiente così pieno di intrighi e di insidie come una corte rinascimentale, seppe sempre mantenere un ruolo onorevole. L'ambiente di corte fu poi favorevole ai suoi interessi culturali, per cui appare un esempio significativo della temperie umanistica.

## Il pellegrinaggio in Terrasanta

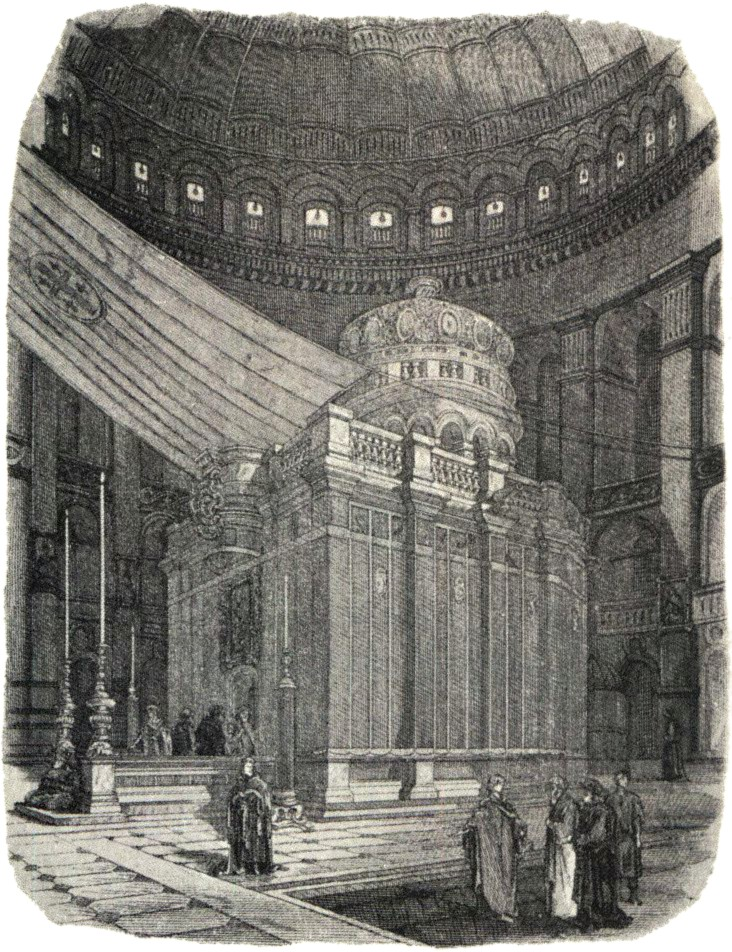
Gerusalemme: interno della chiesa del Santo Sepolcro

L'episodio più avventuroso della vita di Giovanni Matteo fu il pellegrinaggio compiuto a Gerusalemme tra il 1458 e il 1459 insieme al condottiero Roberto di San Severino. Scopo del viaggio era forse esaminare la situazione politico-militare degli Ottomani in vista di una possibile Crociata che il duca Francesco Sforza aveva in animo di sostenere. Nella chiesa del Santo Sepolcro Giovanni Matteo fu armato cavaliere, titolo di cui fu poi sempre onorato (pur non essendo in effetti un uomo d'armi). Trattenutosi a Gerusalemme a lungo a causa della malattia funesta di un compagno di viaggio, mentre il Sanseverino visitava l'Egitto e vedeva i granai dei Faraoni (le Piramidi), approfittò della forzata sosta per effettuare una revisione della Historia Hierosolymitana di Giacomo da Vitry. Il viaggio di ritorno, effettuato in periodo invernale a causa del ritardo maturato, fu disastroso, con continue tempeste, per cui fu solo miracolosamente che i pellegrini giunsero sani e salvi ad Ancona (non mancarono nell'occasione di raccomandarsi con voti e promesse alla protezione divina; d'altra parte avevano riportato dalla Terrasanta numerose piccole reliquie e oggetti di devozione). Il viaggio è narrato in un'opera intitolata Commemoratione e recitatione (del viaggio in Terrasanta), anonima ma probabilmente dovuta allo stesso Giovanni Matteo.

## Giovanni Matteo umanista e bibliofilo

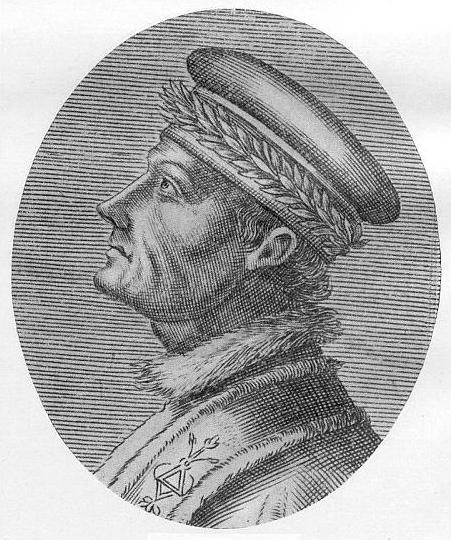
L'umanista e scrittore Francesco Filelfo

Più che creatore, Giovanni Matteo Bottigella fu soprattutto fruitore e diffusore della nuova cultura umanistica. Fu in stretta relazione e amicizia con i maggiori umanisti della corte milanese (e anche di quella mantovana), come il suo concittadino Pier Candido Decembrio e, nello stesso tempo, l'implacabile avversario di questi, Francesco Filelfo, che gli dedicò alcuni dei suoi epigrammi. La passione di Giovanni Matteo furono però soprattutto i libri: nell'epoca che vide l'ultima fioritura dei bei manoscritti, presto soppiantati dalla stampa, commissionò ai maggiori copisti e decoratori del tempo delle prestigiose edizioni dei classici latini e delle recenti opere umanistiche, che andarono successivamente disperse e si trovano (almeno nella parte che si è conservata) nelle maggiori biblioteche d'Europa.

## Giovanni Matteo committente d'arte: la Pala Bottigella
Se poco o nulla rimane alla vista del palazzo che Giovanni Matteo, riattando la casa paterna, fece costruire a Pavia (dove invece si possono tuttora ammirare la torre costruita dal fratello Cristoforo e i palazzi dei cugini Giovanni Francesco e Silvestro), si ricordano i suoi interventi nella cappella di famiglia presso il monastero di San Tommaso, in cui fece costruire un altare per custodire la santa reliquia della beata Sibillina Biscossi, oggetto ai suoi tempi di grande venerazione. Questo altare era adornato dalla celebre Pala Bottigella di Vincenzo Foppa, oggi presso la Pinacoteca Malaspina di Pavia. La Pala rappresenta la Vergine in trono col Bambino, tra i santi Giovanni e Matteo da un lato, Stefano e Girolamo dall'altro: ai piedi della Vergine stanno in ginocchio i due committenti, Giovanni Matteo e la moglie Bianca Visconti, accompagnati rispettivamente dal beato Domenico di Catalogna (fondatore dell'Ospedale San Matteo di Pavia) e della stessa beata Sibillina.